# Barbut de D'Arnaud
El barbut de D'Arnaud (Trachyphonus darnaudii) és una espècie d'ocell de la família dels líbids (Lybiidae) que habita sabanes, estepes amb arbres i encara ciutats d'Àfrica oriental

## Taxonomia
Tradicionalment s'han descrit unes quatre subespècies:
- T. d. darnaudii (Prévost et Des Murs, 1847). Des del sud-est del Sudan i sud-oest d'Etiòpia fins l'oest de Kenya.
- T. d. boehmi Fischer, GA et Reichenow, 1884. Des del sud i est d'Etiòpia fins al sud de Somàlia, est de Kenya i nord-est de Tanzània.
- T. d. usambiro Neumann, 1908. Del sud-oest de Kenya i nord-oest de Tanzània.
- T. d. emini Reichenow, 1891. Del centre i est de Tanzània.

Les dues últimes subespècies han estat separades recentment en espècies de ple dret, per alguns autors com:
- barbut de Tanzània (Trachyphonus usambiro).
- barbut d'Emin (Trachyphonus emini).